# South Gate Ridge, Florida
South Gate Ridge är en ort (CDP) i Sarasota County, i delstaten Florida, USA. Enligt United States Census Bureau har orten en folkmängd på 5 688 invånare (2010) och en landarea på 4,5 km².